# اسماعیل باله
اسماعیل باله (۲۵ شهریور ۱۳۶۴) یک بازیکن فوتبال اهل ایران است.